# Miss Intercontinental
Miss Intercontinental este un concurs de frumusețe la care pot participa numai femei necăsătorite, acest concurs era considerat în anul 2005 unul dintre concursurile mari de frumusețe din lume, plasate pe locul 7, după Miss World, Miss Universe, Miss Grand International, Miss International, Miss Earth și Miss Supranational. Miss Intercontinental a fost denumit diferit în funcție de organizatorii concursului astfel între anii:
- 1971 - 1972 - Miss Intercontinental și denumiri
- 1973 - 1979 - Miss Teenage Intercontinental
- 1979 - 1982 - Miss Teen Intercontinental
- din 1982 nu mai participă teenageri (adolescenți)

## Câștigătoare
| Anul                | Miss Intercontinental             | Țara                       | Locul                          |      |                           |           |                                                                                               |
| 1982                | Jodee Joy Dominici                | USA                        | Cartagena, Columbia            |      |                           |           |                                                                                               |
| 1983                | Brigitte Bergman                  | Țările de Jos              | Oranjestad, Aruba              |      |                           |           |                                                                                               |
| Concursuri Diferite |                                   |                            |                                |      |                           |           |                                                                                               |
| Anul                | Miss Intercontinental             | Țara                       | Locul                          |      |                           |           |                                                                                               |
| 1985                | Sumaya Heinsen                    | Republica Dominicană       |                                |      |                           |           |                                                                                               |
| 1986                | n-a avut loc                      | n-a avut loc               | n-a avut loc                   |      |                           |           |                                                                                               |
| 1987                | Patricia Kuypers                  | Peru                       |                                |      |                           |           |                                                                                               |
| Nigeria-Version     |                                   |                            |                                |      |                           |           |                                                                                               |
| Anul                | Miss Intercontinental             | Țara                       | Locul                          |      |                           |           |                                                                                               |
| 1986                | Elizabeth Robinson                | Puerto Rico                | Lagos, Nigeria                 |      |                           |           |                                                                                               |
| 1987                | n-a avut loc                      | n-a avut loc               | n-a avut loc                   |      |                           |           |                                                                                               |
| 1988                | Joan Maynard                      | Curaçao                    | Lagos, Nigeria                 |      |                           |           |                                                                                               |
| 1989                | Bianca Onoh (trat zurück)         | Nigeria                    | Lagos, Nigeria                 |      |                           |           |                                                                                               |
| 1989                | Brenda Marte Lajara               | Republica Dominicană       | Lagos, Nigeria                 |      |                           |           |                                                                                               |
| 1990                | Sandra Foster                     | Jamaica                    | ?, Țările de Jos               |      |                           |           |                                                                                               |
| 1991                | Carmen Linda Díaz                 | Puerto Rico                | Lagos, Nigeria                 |      |                           |           |                                                                                               |
| 2. Aruba-Version    |                                   |                            |                                |      |                           |           |                                                                                               |
| Anul                | Miss Intercontinental             | Țara                       | Locul                          |      |                           |           |                                                                                               |
| 1991                | Alyona Ivanova                    | Rusia                      | Bonn, Germania                 |      |                           |           |                                                                                               |
| 1992                | Susanne Petry                     | Germania                   | Eschweiler, Germania           |      |                           |           |                                                                                               |
| German-Version      |                                   |                            |                                |      |                           |           |                                                                                               |
| Anul                | Miss Intercontinental             | Țara                       | Locul                          |      |                           |           |                                                                                               |
| 1993                | Verona Feldbusch                  | Germania                   | Zimmern ob Rottweil, Germania  |      |                           |           |                                                                                               |
| 1994                | Kimberly Anne Byers               | USA                        | Düsseldorf, Germania           |      |                           |           |                                                                                               |
| 1995                | Melissa Cortez                    | Insulele Virgine Americane | Dresden, Germania              |      |                           |           |                                                                                               |
| 1996                | Timeri Baudry                     | Tahiti                     | Trier, Germania                |      |                           |           |                                                                                               |
| 1997                | Lara Dutta                        | India                      | Freiburg im Breisgau, Germania |      |                           |           |                                                                                               |
| 1998                | Janaína Vizeu Berenhauser Borba   | Brazilia                   | Bad Lausick, Germania          |      |                           |           |                                                                                               |
| 1999                | Mine Erbaykent                    | Turcia                     | Bochum, Germania               |      |                           |           |                                                                                               |
| 2000                | Sabrina Schepmann                 | Germania                   | Kaiserslautern, Germania       |      |                           |           |                                                                                               |
| 2001                | Ligia Fernanda Petit Vargas       | Venezuela                  | Coburg, Germania               |      |                           |           |                                                                                               |
| 2002                | Rychacviana Coffie                | Curaçao                    | Fürth, Germania                |      |                           |           |                                                                                               |
| 2003                | Dominique Hourani                 | Liban                      | Berlin, Germania               |      |                           |           |                                                                                               |
| 2004                | Deisy Catalina Valencia Deossa    | Columbia                   | Hohhot, China                  |      |                           |           |                                                                                               |
| 2005                | Emmarys Diliana Pinto Peralta     | Venezuela                  | Huangshan, China               |      |                           |           |                                                                                               |
| 2006                | Katarína Manová                   | Slovacia                   | Nassau, Bahamas                |      |                           |           |                                                                                               |
| 2007                | Nancy Afyouni                     | Liban                      | Mahé, Seychelles               |      |                           |           |                                                                                               |
| 2008                | Cristina Lucía Camargo de la Rans | Columbia                   | Zabrze, Polonia                | 2009 | Hannelly Quintero Ledezma | Venezuela | Minsk, Belarus I2010 Republica Dominicană Câștigător Maydelise Columna Rodrìguez(Puerto Rico) |